# Цевло (Псковская область)
Цевло — деревня в Бежаницком районе Псковской области. Входит в состав сельского поселения муниципальное образование «Полистовское».
Расположена на юго-восточном  берегу озера Цевло, в 28 км к северо-востоку от райцентра Бежаницы и в 11 км к востоку от волостного центра посёлка Красный Луч.

## Население
Численность населения по оценке на 2000 год составляла 862 жителя, по переписи 2002 года — 716 жителей.

## История
До 3 июня 2010 года деревня была административным центром ныне упразднённой Цевельской волости.
В газете «Сельская новь», Солодов Павел Васильевич (1910-1998), псковский краевед, опубликовал свою статью «Цевлу – 500 лет». впервые Цевло (Цебло) как селение и как административный центр Цевельской губы (волости) впервые упоминается неизвестным автором в 1488 году в литовской записке «День Ржевской». Из этого документа видно, что Цевло как селение возникло значительно раньше. Уже в XIII-XIV веках Цевло, согласно этой летописной записке, было центром Цевельской губы и должно было собирать  дань литовскому «королю его милости», Новгороду, и Москве.
Принадлежало Цевло Ржевскому уезду. Долгое время связь с Великим Новгородом и  Цеблом  осуществлялась по многоводной Полисти: летом-по воде, зимой-по льду реки. Власть московского князя  на  Цевельскую губу не распространялась.
На протяжении XIII-XV веков Ржовский уезд неоднократно подвергался разорению, а селение - уничтожению. Разоряли и жгли его литовцы и поляки. Обирали и грабили поляки и новгородцы. В 1435 году вместе с великолучанами «ржевичи» отказались платить дань Новгороду. Новгородское войско «повоевало» обе эти волости, «своих данников» и в конец разорило Ржеву, которая после этого года и получила, вероятно, колоритное наименование Пустой Ржевы. 
С падением Великого Новгорода (13 января 1478 года) Ржовский уезд вошёл в Московское государство и стал «великокняжескою вотчиной». Присланный из Москвы  в уезд великокняжеский наместник Иван  Владимирович Оболенский-Лыко вел себя как завоеватель. Безудержному грабежу князь Иван  Лыко подверг и цевлян.
Вскоре Иван Лыко был отозван из уезда. И вместо него был прислан новый наместник Константин, он совсем разорил Пусторжевские губы. Спасаясь от грабежа и насилия цевляне вместе с жителями других губ ходили в Москву князю жаловаться. «И он им дал грамоту свою, чтож им знати сокольщину, давать,  как издавно бывало».